# Agonum impressum
Agonum impressum es una especie de escarabajo del género Agonum, familia Carabidae. Fue descrita científicamente por Panzer en 1796.
Esta especie vive principalmente cerca del agua. Se encuentra en varios lugares de Europa y Asia, incluso en la región de Mordovia.
La longitud del escarabajo es de 8 a 9,5 milímetros (0,31 a 0,37 pulgadas). La parte superior del cuerpo es de color cobre, bronce o verde. En raras ocasiones, la especie tiene un color de dos tonos. Los élitros tienen de cinco a siete cavidades muy grandes y brillantes.